# Selenophanes josephus
Selenophanes josephus är en fjärilsart som beskrevs av Frederick DuCane Godman och Osbert Salvin 1881. Selenophanes josephus ingår i släktet Selenophanes och familjen praktfjärilar. Inga underarter finns listade i Catalogue of Life.